# 23 (число)
Вижте пояснителната страница за други значения на 23.
Двайсет и три (също и двадесет и три) е естествено число, предхождано от двайсет и две и следвано от двайсет и четири. С арабски цифри се записва 23, а с римски – XXIII. Числото 23 е съставено от две цифри от позиционните бройни системи – 2 (две) и 3 (три).

## Математика
- 23 е нечетно число.
- 23 е деветото просто число.
- 23 е безквадратно число.
- 23 е шестото щастливо число.
- 23 е второто просто число (след 2) и първото нечетно такова, което няма прости числа близнаци (21 и 25 не са прости).

## Други факти
- Химичният елемент под номер 23 (с 23 протона в ядрото на всеки свой атом) е ванадий.
- Съобщението от Аресибо има 23 колони.
- 23° е приблизителният наклон на оста на Земята.
- 23° Изток е приблизителното място на прилуняването на лунния модул на Аполо 11, а 23° Запад – на Аполо 12.
- 23 пъти е прободен Юлий Цезар при убийството му.
- 23 години Аллах низпосланя Корана на пророка Мохамед.
- Атолът Бикини се състои от 23 острова, от 1946 до 1958 г. САЩ извършват там 23 ядрени опитa.
- Баскетболистът Майкъл Джордан играе с номер 23 през по-голямата част от кариерата си.